# Bahía de Charco Azul
La bahía de Charco Azul es un entrante marino localizada al extremo oeste de Panamá, justo al este de la península de Burica, que forma parte del más amplio golfo de Chiriquí.
El nombre "Charco Azul" proviene de la abrupta profundidad de esta entrante, en donde la plataforma continental es estrechísima en este punto. Tan sólo adentrando unos cuantos metros al océano se puede alcanzar una profundidad inferior a los 200 m.
Esta peculiaridad ha traído consigo el uso de esta zona de desembarcadero de grandes barcos petroleros, como punto terminal de un oleoducto que recorre el istmo de Panamá.